# Llista de Béns Culturals d'Interès Nacional del Bages
Llista de Béns Culturals d'Interès Nacional del Bages inscrits en el Registre de Béns Culturals d'Interès Nacional (BCIN) del Departament de Cultura de la Generalitat de Catalunya per a la comarca del Bages. Inclou els béns immobles més rellevants del patrimoni cultural que tenen la categoria de protecció de major rang com a unitat singular, conjunt, espai o zona amb valors culturals, històrics o tècnics.
L'any 2018, el Bages comptava amb 68 béns culturals d'interès nacional classificats en 63 monuments històrics, 2 conjunts històrics, 2 zona arqueològica i 1 d'altres.

## Patrimoni arquitectònic
| Monument                                                          | Protecció       | Estil/època                                      | Localització                                                                                      | Coordenades                                          | Codi?         | Imatge |
| ----------------------------------------------------------------- | --------------- | ------------------------------------------------ | ------------------------------------------------------------------------------------------------- | ---------------------------------------------------- | ------------- | --- |
| Castell d'Aguilar                                                 | BCIN 451-MH     | Medieval                                         | Aguilar de Segarra                                                                                | 41° 45′ 00″ N, 1° 37′ 39″ E / 41.750118°N,1.627424°E | RI-51-0005168 | Castell d'Aguilar (Aguilar de Segarra) · Vegeu més fotos d'aquest monument · Carregueu una nova foto d'aquest monument                               |
| Castell de Castellar                                              | BCIN 452-MH     | Obra popular, gòtic X-XIII, XIII-XVII, XVIII-XIX | Aguilar de Segarra                                                                                | 41° 43′ 42″ N, 1° 38′ 58″ E / 41.728246°N,1.649329°E | RI-51-0005169 | Castell de Castellar (Aguilar de Segarra) · Vegeu més fotos d'aquest monument · Carregueu una nova foto d'aquest monument                            |
| Castell d'Artés                                                   | BCIN 734-MH     | Romànic, gòtic, obra popular XII-XV              | Artés Pl. Vella o Major                                                                           | 41° 47′ 58″ N, 1° 57′ 02″ E / 41.799316°N,1.950434°E | RI-51-0005182 | Castell d'Artés · Vegeu més fotos d'aquest monument · Carregueu una nova foto d'aquest monument                                                      |
| Masia les Torres                                                  | BCIN 735-MH     | Romànic XI                                       | Artés                                                                                             | 41° 47′ 32″ N, 1° 55′ 41″ E / 41.792152°N,1.927931°E | RI-51-0005183 | Masia les Torres (Artés) · Vegeu més fotos d'aquest monument · Carregueu una nova foto d'aquest monument                                             |
| Torre dels Soldats                                                | BCIN 493-MH     | XIX                                              | Avinyó                                                                                            | 41° 52′ 18″ N, 1° 58′ 59″ E / 41.871620°N,1.982932°E | RI-51-0005184 | Torre del Soldat (Avinyó) · Vegeu més fotos d'aquest monument · Carregueu una nova foto d'aquest monument                                            |
| Castell de Balsareny                                              | BCIN 502-MH     | Gòtic XIV                                        | Balsareny                                                                                         | 41° 52′ 15″ N, 1° 52′ 53″ E / 41.870770°N,1.881454°E | RI-51-0005195 | Castell de Balsareny · Vegeu més fotos d'aquest monument · Carregueu una nova foto d'aquest monument                                                 |
| Fortí de Sant Maurici, Fortí Carlí                                | BCIN 503-MH     | XIX                                              | Balsareny                                                                                         | 41° 52′ 04″ N, 1° 52′ 15″ E / 41.867909°N,1.870782°E | RI-51-0005196 | Fortí de Sant Maurici (Balsareny) · Vegeu més fotos d'aquest monument · Carregueu una nova foto d'aquest monument                                    |
| Fortí de la Torreta                                               | BCIN 504-MH     | XIX                                              | Balsareny                                                                                         | 41° 52′ 14″ N, 1° 52′ 49″ E / 41.870426°N,1.880385°E | RI-51-0005197 | Carregueu una nova foto d'aquest monument |
| Castell de Callús, o Castell de Gotmar                            | BCIN 584-MH     | Medieval                                         | Callús Camí del Cortès o del Cementiri. En un petit turó darrera l'església de Sant Sadurní.      | 41° 47′ 39″ N, 1° 46′ 46″ E / 41.794167°N,1.779444°E | RI-51-0005227 | Castell de Callús · Vegeu més fotos d'aquest monument · Carregueu una nova foto d'aquest monument                                                    |
| Pont del Diable o Pont Trencat                                    | BCIN 88-CH      | Gòtic XV                                         | Cardona                                                                                           | 41° 55′ 11″ N, 1° 41′ 05″ E / 41.919671°N,1.684835°E | IPA-92        | Pont del Diable (Cardona) · Vegeu més fotos d'aquest monument · Carregueu una nova foto d'aquest monument                                            |
| Canònica de Sant Vicenç                                           | BCIN 96-MH-EN   | Romànic XI                                       | Cardona                                                                                           | 41° 54′ 52″ N, 1° 41′ 11″ E / 41.914356°N,1.686288°E | RI-51-0000442 | Canònica de Sant Vicenç de Cardona · Vegeu més fotos d'aquest monument · Carregueu una nova foto d'aquest monument                                   |
| Castell de Cardona                                                | BCIN 620-MH-EN  | Romànic, gòtic X-XI, XIV-XV, XVIII-XIX           | Cardona                                                                                           | 41° 54′ 52″ N, 1° 41′ 08″ E / 41.914474°N,1.685558°E | RI-51-0005236 | Castell de Cardona · Vegeu més fotos d'aquest monument · Carregueu una nova foto d'aquest monument                                                   |
| Muralles de Cardona i Portal de Graells                           | BCIN 621-MH     | Obra popular XIV, XIX                            | Cardona                                                                                           | 41° 54′ 56″ N, 1° 40′ 57″ E / 41.915645°N,1.682485°E | RI-51-0005237 | Muralla de Cardona i Portal de Graells · Vegeu més fotos d'aquest monument · Carregueu una nova foto d'aquest monument                               |
| Torre de Meer                                                     | BCIN 622-MH     | XIX                                              | Cardona                                                                                           | 41° 54′ 37″ N, 1° 40′ 26″ E / 41.910258°N,1.673983°E | RI-51-0005238 | Torre de Meer (Cardona) · Vegeu més fotos d'aquest monument · Carregueu una nova foto d'aquest monument                                              |
| Nucli antic de Cardona                                            | BCIN 1898-CH    | Gòtic Medieval-XXI                               | Cardona                                                                                           | 41° 54′ 49″ N, 1° 40′ 48″ E / 41.91371°N,1.68001°E   | RI-53-0000426 | Nucli antic de Cardona · Vegeu més fotos d'aquest monument · Carregueu una nova foto d'aquest monument                                               |
| Castell de Castellbell                                            | BCIN 633-MH     | Gòtic XIV-XV                                     | Castellbell i el Vilar                                                                            | 41° 38′ 33″ N, 1° 51′ 30″ E / 41.642466°N,1.858321°E | RI-51-0005244 | Castell de Castellbell (Castellbell i el Vilar) · Vegeu més fotos d'aquest monument · Carregueu una nova foto d'aquest monument                      |
| Castell de Castellfollit                                          | BCIN 651-MH     | Medieval                                         | Castellfollit del Boix                                                                            | 41° 40′ 07″ N, 1° 42′ 17″ E / 41.668473°N,1.704847°E | RI-51-0005358 | Castell de Castellfollit (Castellfollit del Boix) · Vegeu més fotos d'aquest monument · Carregueu una nova foto d'aquest monument                    |
| Castell de Grevalosa                                              | BCIN 652-MH     | Medieval                                         | Castellfollit del Boix Cogulló de Can Torre                                                       | 41° 41′ 14″ N, 1° 41′ 11″ E / 41.687344°N,1.686293°E | RI-51-0005359 | Castell de Grevalosa (Castellfollit del Boix) · Vegeu més fotos d'aquest monument · Carregueu una nova foto d'aquest monument                        |
| Castell de Maians                                                 | BCIN 653-MH     | Medieval                                         | Castellfollit del Boix                                                                            | 41° 38′ 15″ N, 1° 42′ 12″ E / 41.637591°N,1.703429°E | RI-51-0005360 | Castell de Maians (Castellfollit del Boix) · Vegeu més fotos d'aquest monument · Carregueu una nova foto d'aquest monument                           |
| Castell de Castellgalí                                            | BCIN 656-MH     | Medieval                                         | Castellgalí Turó del Castell, a 200 m a llevant del poble, sobre cal Casajoana                    | 41° 40′ 42″ N, 1° 50′ 39″ E / 41.678456°N,1.844229°E | RI-51-0005363 | Castell de Castellgalí (Castellgalí) · Vegeu més fotos d'aquest monument · Carregueu una nova foto d'aquest monument                                 |
| Torre de Castellnou de Bages, Torre dels Moros                    | BCIN 657-MH     | Romànic XI-XII                                   | Castellnou de Bages Camí de Castellnou a Balsareny, poc després de la urbanització de La Figuera. | 41° 51′ 04″ N, 1° 49′ 48″ E / 41.851038°N,1.830032°E | RI-51-0005364 | Torre de Castellnou de Bages · Vegeu més fotos d'aquest monument · Carregueu una nova foto d'aquest monument                                         |
| Castell de Fals, o les Torres de Fals                             | BCIN 855-MH     | Romànic XI, XIII-XIV                             | Fonollosa Fals                                                                                    | 41° 45′ 24″ N, 1° 44′ 07″ E / 41.756736°N,1.735182°E | RI-51-0005476 | Castell de Fals (Fonollosa) · Vegeu més fotos d'aquest monument · Carregueu una nova foto d'aquest monument                                          |
| La Torre, la Torre Sagimona                                       | BCIN 856-MH     | XII                                              | Fonollosa Mas la Torre. Fals                                                                      | 41° 44′ 43″ N, 1° 43′ 29″ E / 41.74524°N,1.724845°E  | RI-51-0005477 | La Torre (Fonollosa) · Vegeu més fotos d'aquest monument · Carregueu una nova foto d'aquest monument                                                 |
| Castell de Gaià                                                   | BCIN 874-MH     | Medieval                                         | Gaià Turó de Santa Àgata                                                                          | 41° 55′ 08″ N, 1° 55′ 10″ E / 41.918928°N,1.919571°E | RI-51-0005481 | Carregueu una nova foto d'aquest monument |
| Pont Vell                                                         | BCIN 150-MH     | Gòtic XIII-XIV                                   | Manresa                                                                                           | 41° 43′ 15″ N, 1° 49′ 48″ E / 41.720721°N,1.830015°E | RI-51-0001253 | Pont Vell (Manresa) · Vegeu més fotos d'aquest monument · Carregueu una nova foto d'aquest monument                                                  |
| Església de Santa Maria de l'Alba, la Seu                         | BCIN 151-MH     | Romànic, gòtic XI-XII, XIV-XV                    | Manresa Baixada de la Seu, 1                                                                      | 41° 43′ 19″ N, 1° 49′ 39″ E / 41.722056°N,1.827612°E | RI-51-0000430 | Església de Santa Maria de l'Alba (Manresa) · Vegeu més fotos d'aquest monument · Carregueu una nova foto d'aquest monument                          |
| Casino                                                            | BCIN 156-MH     | Modernisme XX                                    | Manresa Pg. de Pere III, 27                                                                       | 41° 43′ 38″ N, 1° 49′ 24″ E / 41.727269°N,1.823281°E | RI-51-0004409 | Casino (Manresa) · Vegeu més fotos d'aquest monument · Carregueu una nova foto d'aquest monument                                                     |
| Recinte emmurallat de Manresa                                     | BCIN 1019-MH    | Romànic, gòtic X-XI, XII, XIII                   | Manresa                                                                                           | 41° 43′ 18″ N, 1° 49′ 38″ E / 41.721672°N,1.827232°E | RI-51-0005521 | Recinte emmurallat de Manresa · Vegeu més fotos d'aquest monument · Carregueu una nova foto d'aquest monument                                        |
| Restes de la fortalesa al Puigterrà o al turó del Castell         | BCIN 1020-MH    |                                                  | Manresa                                                                                           | 41° 43′ 41″ N, 1° 49′ 35″ E / 41.727949°N,1.826507°E | RI-51-0005523 | Restes de la fortalesa al Puigterrà (Manresa) · Vegeu més fotos d'aquest monument · Carregueu una nova foto d'aquest monument                        |
| La Culla                                                          | BCIN 1021-MH    | Obra popular XVII                                | Manresa                                                                                           | 41° 43′ 14″ N, 1° 50′ 23″ E / 41.720645°N,1.839795°E | RI-51-0005522 | La Culla (Manresa) · Vegeu més fotos d'aquest monument · Carregueu una nova foto d'aquest monument                                                   |
| Can Miralda - Els Panyos, o Fàbrica Portabella                    | BCIN 4027-MH-EN | Obra popular XIX                                 | Manresa Francesc Moragues, 36-64                                                                  | 41° 43′ 25″ N, 1° 48′ 54″ E / 41.723513°N,1.815008°E | RI-51-0012329 | Can Miralda - Els Panyos (Manresa) · Vegeu més fotos d'aquest monument · Carregueu una nova foto d'aquest monument                                   |
| Torre de Santa Caterina                                           | BCIN 4037-MH    | Obra popular XIX                                 | Manresa Ctra. Manresa-Igualada, km 9                                                              | 41° 43′ 06″ N, 1° 49′ 35″ E / 41.718455°N,1.826472°E | IPA-16534     | Torre de Santa Caterina (Manresa) · Vegeu més fotos d'aquest monument · Carregueu una nova foto d'aquest monument                                    |
| Torre dels Comtals o dels Comdals                                 | BCIN 4038-MH    | Obra popular XII                                 | Manresa Colònia els Comtals, antiga via de Boades a Manresa.                                      | 41° 41′ 49″ N, 1° 50′ 35″ E / 41.697000°N,1.843165°E | IPA-37853     | Torre dels Comtals (Manresa) · Vegeu més fotos d'aquest monument · Carregueu una nova foto d'aquest monument                                         |
| Creu de terme de Coll Manresa                                     | BCIN 4039-MH    | Obra popular XV                                  | Manresa Ctra. Manresa-Igualada km 0,3                                                             | 41° 43′ 18″ N, 1° 49′ 03″ E / 41.721722°N,1.817444°E | IPA-16659     | Creu de terme de Coll Manresa (Manresa) · Vegeu més fotos d'aquest monument · Carregueu una nova foto d'aquest monument                              |
| Creu de terme del Pont Vell                                       | BCIN 4040-MH    | Obra popular XVI-XX                              | Manresa Ctra. d'Esparreguera, a 40 m del Pont Vell                                                | 41° 43′ 19″ N, 1° 49′ 52″ E / 41.722063°N,1.831119°E | IPA-16661     | Creu de terme del Pont Vell (Manresa) · Vegeu més fotos d'aquest monument · Carregueu una nova foto d'aquest monument                                |
| Antic Col·legi de Sant Ignasi, Museu Comarcal de Manresa          | BCIN 4155-MH    | Barroc, obra popular XVIII, XIX                  | Manresa Via de sant Ignasi, c. Vidal i Barraquer, c. Viladordis                                   | 41° 43′ 29″ N, 1° 49′ 50″ E / 41.724731°N,1.830486°E | RI-51-0001325 | Antic Col·legi de Sant Ignasi (Manresa) · Vegeu més fotos d'aquest monument · Carregueu una nova foto d'aquest monument                              |
| Pont Nou                                                          | BCIN 4198-MH    | Gòtic XIV                                        | Manresa Lloc del Pontarró, extrem oest de la ciutat                                               | 41° 43′ 40″ N, 1° 48′ 50″ E / 41.727766°N,1.813816°E | IPA-16655     | Pont Nou (Manresa) · Vegeu més fotos d'aquest monument · Carregueu una nova foto d'aquest monument                                                   |
| Casa de la Ciutat, o Ajuntament de Manresa                        | BCIN LH         | Barroc XVIII-XX                                  | Manresa Pl. Major, 1 - c. Jueus                                                                   | 41° 43′ 23″ N, 1° 49′ 37″ E / 41.722965°N,1.826870°E | IPA-16575     | Casa de la Ciutat (Manresa) · Vegeu més fotos d'aquest monument · Carregueu una nova foto d'aquest monument                                          |
| Pont sobre el Llobregat                                           | BCIN 160-MH     | Gòtic XIV                                        | Monistrol de Montserrat                                                                           | 41° 36′ 38″ N, 1° 50′ 49″ E / 41.610671°N,1.846909°E | RI-51-0000449 | Pont sobre el Llobregat (Monistrol de Montserrat) · Vegeu més fotos d'aquest monument · Carregueu una nova foto d'aquest monument                    |
| La Bestorre                                                       | BCIN 1053-MH    | Romànic XI                                       | Monistrol de Montserrat                                                                           | 41° 36′ 33″ N, 1° 50′ 42″ E / 41.609121°N,1.845132°E | RI-51-0005546 | La Bestorre (Monistrol de Montserrat) · Vegeu més fotos d'aquest monument · Carregueu una nova foto d'aquest monument                                |
| Castell de Mura                                                   | BCIN 1109-MH    | XII-XIII                                         | Mura Zona Sant Lleïr                                                                              | 41° 41′ 51″ N, 1° 59′ 40″ E / 41.697405°N,1.994442°E | RI-51-0005559 | Castell de Mura · Vegeu més fotos d'aquest monument · Carregueu una nova foto d'aquest monument                                                      |
| Castell de Castelladral                                           | BCIN 1111-MH    | Medieval                                         | Navars                                                                                            | 41° 53′ 56″ N, 1° 46′ 47″ E / 41.898961°N,1.779716°E | RI-51-0005560 | Carregueu una nova foto d'aquest monument |
| Castell de Mujal                                                  | BCIN 1112-MH    | XVI                                              | Navars                                                                                            | 41° 53′ 37″ N, 1° 51′ 19″ E / 41.893638°N,1.855287°E | RI-51-0005561 | Carregueu una nova foto d'aquest monument |
| Església de Santa Maria de Matadars, Santa Maria del Marquet      | BCIN 163-MH     | Preromànic, romànic X-XI                         | El Pont de Vilomara i Rocafort                                                                    | 41° 41′ 34″ N, 1° 52′ 23″ E / 41.692888°N,1.873053°E | RI-51-0000434 | Església de Santa Maria de Matadars (el Pont de Vilomara i Rocafort) · Vegeu més fotos d'aquest monument · Carregueu una nova foto d'aquest monument |
| Castell de Rocafort                                               | BCIN 1288-MH    | XI-XIV                                           | El Pont de Vilomara i Rocafort                                                                    | 41° 42′ 59″ N, 1° 55′ 31″ E / 41.716389°N,1.925278°E | RI-51-0005596 | Castell de Rocafort (el Pont de Vilomara i Rocafort) · Vegeu més fotos d'aquest monument · Carregueu una nova foto d'aquest monument                 |
| Castell de Rajadell                                               | BCIN 1347-MH    | XV-XVI                                           | Rajadell                                                                                          | 41° 43′ 43″ N, 1° 42′ 21″ E / 41.728611°N,1.705833°E | RI-51-0005614 | Castell de Rajadell · Vegeu més fotos d'aquest monument · Carregueu una nova foto d'aquest monument                                                  |
| Castell de Sallent                                                | BCIN 1388-MH    | XII-XIV                                          | Sallent                                                                                           | 41° 49′ 05″ N, 1° 54′ 10″ E / 41.818172°N,1.902872°E | RI-51-0005626 | Castell de Sallent · Vegeu més fotos d'aquest monument · Carregueu una nova foto d'aquest monument                                                   |
| Castell de Cornet o el Castellet                                  | BCIN 1389-MH    | XII-XIII                                         | Sallent                                                                                           | 41° 51′ 58″ N, 1° 55′ 01″ E / 41.866011°N,1.917018°E | RI-51-0005627 | Castell de Cornet (Sallent) · Vegeu més fotos d'aquest monument · Carregueu una nova foto d'aquest monument                                          |
| Torre de Serra-sanç                                               | BCIN 1390-MH    | XII                                              | Sallent                                                                                           | 41° 50′ 51″ N, 1° 53′ 42″ E / 41.847572°N,1.894915°E | RI-51-0005628 | Torre de Serra-sanç (Sallent) · Vegeu més fotos d'aquest monument · Carregueu una nova foto d'aquest monument                                        |
| Castell de la Cirera, Mas Cirera, la Cirera o Castell de Sacirera | BCIN 1458-MH    | XI-XII                                           | Sant Feliu Sasserra Ctra. Avinyó - Sant Feliu, km 61 camí a dreta, a 1 km                         | 41° 55′ 29″ N, 2° 01′ 13″ E / 41.924697°N,2.020171°E | RI-51-0005639 | Carregueu una nova foto d'aquest monument |
| Torre Vilaclara o Cal Vilaclara                                   | BCIN 1459-MH    | Eclecticisme XIX                                 | Sant Feliu Sasserra C. Vilaclara, 16                                                              | 41° 56′ 44″ N, 2° 01′ 14″ E / 41.945500°N,2.020477°E | RI-51-0005640 | Torre Vilaclara (Sant Feliu Sasserra) · Vegeu més fotos d'aquest monument · Carregueu una nova foto d'aquest monument                                |
| Monestir de Sant Benet de Bages                                   | BCIN 190-MH     | Romànic, gòtic XII-XIII, XIV, XV, XVII           | Sant Fruitós de Bages                                                                             | 41° 44′ 33″ N, 1° 53′ 57″ E / 41.742634°N,1.899249°E | RI-51-0000436 | Monestir de Sant Benet de Bages (Sant Fruitós de Bages) · Vegeu més fotos d'aquest monument · Carregueu una nova foto d'aquest monument              |
| Torre de Sant Martí, torre de guaita                              | BCIN 1460-MH    | XIX                                              | Sant Fruitós de Bages Turó de Sant Martí                                                          | 41° 45′ 23″ N, 1° 52′ 40″ E / 41.756391°N,1.877707°E | RI-51-0005641 | Torre de Sant Martí (Sant Fruitós de Bages) · Vegeu més fotos d'aquest monument · Carregueu una nova foto d'aquest monument                          |
| Torre del telègraf, o Torre dels moros                            | BCIN 585-MH     | XIX                                              | Sant Joan de Vilatorrada Sant Martí de Torroella                                                  | 41° 46′ 35″ N, 1° 47′ 26″ E / 41.776290°N,1.790467°E | RI-51-0005228 | Torre del telègraf (Sant Joan de Vilatorrada) · Vegeu més fotos d'aquest monument · Carregueu una nova foto d'aquest monument                        |
| Castell de Sant Mateu, o Castell de les Planes                    | BCIN 1506-MH    | X-XIV                                            | Sant Mateu de Bages                                                                               | 41° 48′ 04″ N, 1° 44′ 31″ E / 41.801076°N,1.741831°E | RI-51-0005658 | Castell de Sant Mateu (Sant Mateu de Bages) · Vegeu més fotos d'aquest monument · Carregueu una nova foto d'aquest monument                          |
| Castell de Coaner                                                 | BCIN 1507-MH    | Romànic XI-XIV                                   | Sant Mateu de Bages                                                                               | 41° 49′ 58″ N, 1° 42′ 48″ E / 41.832681°N,1.713229°E | RI-51-0005659 | Castell de Coaner (Sant Mateu de Bages) · Vegeu més fotos d'aquest monument · Carregueu una nova foto d'aquest monument                              |
| Castell de Claret dels Cavallers                                  | BCIN 1508-MH    | XII-XIII                                         | Sant Mateu de Bages                                                                               | 41° 49′ 18″ N, 1° 38′ 48″ E / 41.821647°N,1.646556°E | RI-51-0005660 | Castell de Claret dels Cavallers (Sant Mateu de Bages) · Vegeu més fotos d'aquest monument · Carregueu una nova foto d'aquest monument               |
| Castell de Castelltallat, o Montdó, Montedono o Castrodon         | BCIN 1509-MH    | X-XIV                                            | Sant Mateu de Bages                                                                               | 41° 47′ 38″ N, 1° 37′ 57″ E / 41.793932°N,1.632386°E | RI-51-0005661 | Castell de Castelltallat (Sant Mateu de Bages) · Vegeu més fotos d'aquest monument · Carregueu una nova foto d'aquest monument                       |
| El Castellot                                                      | BCIN 1510-MH    | XIV                                              | Sant Mateu de Bages                                                                               | 41° 47′ 51″ N, 1° 38′ 03″ E / 41.797510°N,1.634284°E | RI-51-0005662 | El Castellot (Sant Mateu de Bages) · Vegeu més fotos d'aquest monument · Carregueu una nova foto d'aquest monument                                   |
| La Sala                                                           | BCIN 1511-MH    | XII                                              | Sant Mateu de Bages                                                                               | 41° 49′ 06″ N, 1° 43′ 45″ E / 41.818268°N,1.729154°E | RI-51-0005663 | La Sala (Sant Mateu de Bages) · Vegeu més fotos d'aquest monument · Carregueu una nova foto d'aquest monument                                        |
| Castell de Guardiola                                              | BCIN 1543-MH    | XI-XII                                           | Sant Salvador de Guardiola Mas Can Miralda                                                        | 41° 40′ 17″ N, 1° 45′ 43″ E / 41.671278°N,1.761977°E | RI-51-0005680 | Castell de Guardiola (Sant Salvador de Guardiola) · Vegeu més fotos d'aquest monument · Carregueu una nova foto d'aquest monument                    |
| Castell de Castellet                                              | BCIN 1544-MH    | XIII-XIV                                         | Sant Vicenç de Castellet Zona la Farinera                                                         | 41° 39′ 50″ N, 1° 51′ 02″ E / 41.66375°N,1.850694°E  | RI-51-0005681 | Castell de Castellet (Sant Vicenç de Castellet) · Vegeu més fotos d'aquest monument · Carregueu una nova foto d'aquest monument                      |
| Murs i portals                                                    | BCIN 1521-MH    | XIV                                              | Santpedor                                                                                         | 41° 47′ 08″ N, 1° 50′ 19″ E / 41.785427°N,1.8387°E   | RI-51-0005709 | Murs i portals (Santpedor) · Vegeu més fotos d'aquest monument · Carregueu una nova foto d'aquest monument                                           |
| Castell de Súria                                                  | BCIN 1584-MH    | XIII-XVI                                         | Súria C. Major, al Poble Vell                                                                     | 41° 50′ 06″ N, 1° 45′ 06″ E / 41.835°N,1.75167°E     | RI-51-0005724 | Castell de Súria · Vegeu més fotos d'aquest monument · Carregueu una nova foto d'aquest monument                                                     |
| Torre de Salipota                                                 | BCIN 1585-MH    | XIX (1848)                                       | Súria Dalt d'un turó. Salipota                                                                    | 41° 49′ 55″ N, 1° 44′ 42″ E / 41.831980°N,1.744920°E | RI-51-0005726 | Torre de Salipota (Súria) · Modifica el valor a Wikidata · Carregueu una nova foto d'aquest monument                                                 |
| Castell de Talamanca                                              | BCIN 1590-MH    | Medieval, XVIII                                  | Talamanca C. del Castell 12                                                                       | 41° 44′ 21″ N, 1° 58′ 35″ E / 41.739131°N,1.976397°E | RI-51-0005729 | Castell de Talamanca (Talamanca) · Vegeu més fotos d'aquest monument · Carregueu una nova foto d'aquest monument                                     |

## Patrimoni arqueològic
| Monument               | Protecció    | Estil/època                                                                                                  | Localització                                        | Coordenades                                          | Codi?         | Imatge                                    |
| ---------------------- | ------------ | --- | --------------------------------------------------- | ---------------------------------------------------- | ------------- | ----------------------------------------- |
| El Cogulló             | BCIN 2004-ZA | Lloc d'habitació amb estructures conservades, poblat Des de Ferro-Ibèric Ple a Ferro-Ibèric Final (-450/-50) | Sallent Turó del Cogulló                            | 41° 48′ 31″ N, 1° 53′ 17″ E / 41.808567°N,1.887951°E | RI-55-0000453 | Carregueu una nova foto d'aquest monument |
| Abric de les Brucardes | BCIN 4403-ZA | Abrics i similars amb representació gràfica, pintura. Des de Neolític Final a Bronze Antic (-2500/-1500)     | Sant Fruitós de Bages Urbanització de les Brucardes |                                                      | IPAPC-22005   | Carregueu una nova foto d'aquest monument |

A més, alguns monuments històrics estan inclosos també en l'Inventari del Patrimoni Arqueològic i Paleontològic de Catalunya (IPAPC) per tenir protegit igualment el seu subsol o l'entorn.